# ハーランド・アンド・ウルフ・ウェルダーズFC
ハーランド・アンド・ウルフ・ウェルダーズ・フットボールクラブ（英語: Harland and Wolff Welders Football Club）は、北アイルランドの首都ベルファストをホームタウンとするサッカークラブ。

## 歴史
クラブは1965年に創設され、サタデー・モーニングリーグに加入した。リーグ戦最初の試合は同年9月25日にプリムローズ・スターと対戦した。1967年にはリーグ優勝を果たし、クラブ初のタイトルを獲得した。その後、アマチュアリーグに加入し、最初のシーズンにクラレンス・カップ決勝でチムニー・コーナーを2-1で破って初優勝した。また、1968-69シーズンにディビジョン2A、1978-79シーズンにディビジョン1Aで優勝し、コクラン・コリーカップ決勝に3回進出した。次の目標はインターミディエイト・フットボールへの参戦だったが、1970年代半ばにスチール・アンド・サンズカップやインターミディエイト・カップに出場したことで目標を達成した。
1983年、アイリッシュ・フットボールリーグ・Bディビジョンでデビューを果たすと共にティリースバーン・パークを本拠地とした。2003年と2007年にインターミディエイト・カップで優勝し、1998年と2001年、2002年にはスミノフ・カップでも優勝した。
2009-10シーズンはIFAチャンピオンシップ2で優勝し、IFAチャンピオンシップに昇格した。2011年1月、スチール・アンド・サンズカップ決勝でノックブレダに3-1で勝利し、初優勝を果たした。

## 過去の成績
| シーズン | リーグ                                        | 順位 | 試 | 勝 | 分 | 敗 | 得 | 失 | 差  | 点 |
| -------- | --------------------------------------------- | ---- | -- | -- | -- | -- | -- | -- | --- | -- |
| 2008-09  | IFAインターリム・インターミディエイト・リーグ | 01位 | 22 | 19 | 2  | 1  | 55 | 18 | +37 | 59 |
| 2009-10  | IFAチャンピオンシップ2                        | 01位 | 28 | 23 | 2  | 3  | 73 | 30 | +43 | 71 |
| 2010-11  | IFAチャンピオンシップ1                        | 06位 | 26 | 11 | 6  | 9  | 45 | 38 | +7  | 39 |
| 2011-12  | IFAチャンピオンシップ1                        | 09位 | 26 | 10 | 4  | 12 | 30 | 35 | -5  | 34 |
| 2012-13  | IFAチャンピオンシップ1                        | 06位 | 24 | 10 | 4  | 10 | 37 | 35 | +2  | 34 |
| 2013-14  | NIFLチャンピオンシップ1                       | 06位 | 26 | 11 | 8  | 7  | 46 | 34 | +12 | 41 |
| 2014-15  | NIFLチャンピオンシップ1                       | 04位 | 26 | 15 | 5  | 6  | 59 | 37 | +22 | 50 |